# Aperittochelifer transvaalensis
Aperittochelifer transvaalensis es una especie de arácnido del orden Pseudoscorpionida de la familia Cheliferidae.

## Distribución geográfica
Se encuentra en el sur de África.